# گلنار (فیلم)
گلنار فیلمی ایرانی محصول ۱۳۶۷ به کارگردانی کامبوزیا پرتوی است.

## خلاصه داستان
گلنار با پدربزرگ و مادربزرگش زندگی می‌کند. روزی باد دستمال آبی او را که یادگار مادرش است، با خود می‌برد. گلنار در پی دستمال به جنگل می‌رود و راه را گم می‌کند و گرفتار خاله خرسه می‌شود. خرس‌ها او را برای انجام کارهای روزانه و پختن کلوچه پیش خود نگه می‌دارند. پدربزرگ و مادربزرگ به کمک اهالی به دنبال گلنار می‌گردند، اما او را نمی‌یابند. خاله قورباغه خود را به گلنار می‌رساند و با هم نقشه‌ای برای فرار می‌کشند. گلنار به خرس‌ها می‌گوید به شرطی پیش آن‌ها می‌ماند که یک سبد بزرگ کلوچه دست پخت او را برای خانواده‌اش به روستا ببرند. خرس‌ها می‌پذیرند. گلنار در سبد کلوچه پنهان می‌شود و بدین ترتیب همراه خرس به خانه‌شان بازمی‌گردد. داستان این فیلم بر اساس افسانهٔ فولکلوریک روسی نوشته شده است.

## بازیگران
- غزل شاکری
- شهلا ریاحی
- محرم بسیم
- اکبر دودکار